# کوجیکی ۵۴۵۴
سیارک ۵۴۵۴ (به انگلیسی: 5454 Kojiki، نامگذاری:1977EW5) پنج هزار و چهارصد و پنجاه و چهارمین سیارک کشف شده‌است که در ۱۲ مارس ۱۹۷۷ کشف شد.
قدر مطلق سیارک برابر ۱۲٫۶۰ است.